# PGC 212494
LEDA/PGC 212494 ist eine Galaxie im Sternbild Fische auf der Ekliptik, die schätzungsweise 528 Millionen Lichtjahre von der Milchstraße entfernt ist. Im selben Himmelsareal befinden sich u. a. die Galaxien NGC 60 und IC 3.